# Amaurospiza
Genre
Amaurospiza est un genre de passereaux de la famille des Cardinalidae.

## Taxinomie
Les recherches phylogéniques de Klika et al. (2007) ont démontré que les espèces du genre Amaurospiza sont des Cardinalidae et non des Thraupidae. Il est très possible qu'elles forment un clade monophylétique avec les espèces du genre Cyanocompsa,.
Ce changement de taxinomie a déjà été avalisé par l'American Ornithologists' Union en 2008, ce qui a amené le CINFO à attribuer le nom normalisé d' « Évêque bleu » à Amaurospiza concolor, « évêque » comme les espèces du genre Cyanocompsa. Toutefois, le Congrès ornithologique international, s'il a déplacé ce genre dans la famille des Cardinalidae ne le considère pas encore comme formant un clade avec Cyanocompsa, et ne place pas ces deux genres proches l'un de l'autre dans leur classification (version 5.2, 2015).

## Liste d'espèces
Selon la classification de référence du Congrès ornithologique international (version 5.2, 2015) :
- Amaurospiza concolor – Évêque bleu ou Sporophile bleu
- Amaurospiza aequatorialis – Évêque équatorial
- Amaurospiza moesta – Évêque noirâtre
- Amaurospiza carrizalensis – Évêque du carrizal